# یان چوپکوویچ
یان چوپکوویچ (اسلواکی: Ján Čapkovič؛ زادهٔ ۱۱ ژانویهٔ ۱۹۴۸) بازیکن فوتبال اهل چکسلواکی بود.
از باشگاه‌هایی که در آن بازی کرده‌است می‌توان به باشگاه فوتبال اسلوان براتیسلاوا اشاره کرد.
وی همچنین در تیم ملی فوتبال چکسلواکی بازی کرده‌است.